# Нови Зеланд на Светском првенству у атлетици у дворани 2016.
Нови Зеланд је учествовао на 16. Светском првенству у атлетици у дворани 2016. одржаном у Портланду (САД) од 17. до 20. марта шеснаести пут, односно учествовао је на свим првенствима до данас. Репрезентација Новог Зеланда имала је 5 учесника (3 мушкарца и 5 жена), који су се такмичили у 4 дисциплина (2 мушке и 2 женска).
На овом првенству Нови Зеланд је по броју освојених медаља, са једном златном и две бронзане заузео осмо место. У табели успешности према броју и пласману такмичара који су учествовали у финалним такмичењима (првих 8 такмичара) Нови Зеланд је са 4 учесником у финалу заузео 13. место са 24 бода.
| Плас. | Земља       | 1. место | 2. место | 3. место | 4. место | 5. место | 6. место | 7. место | 8. место | Бр. финал. | Бод. |
| ----- | ----------- | -------- | -------- | -------- | -------- | -------- | -------- | -------- | -------- | ---------- | ---- |
| 13.   | Нови Зеланд | 1        | 0        | 2        | 0        | 1        | 0        | 0        | 0        | 3          | 24   |

Поред овог успеха, Елиза Макартни, је поставила нови национални рекорд у скоку мотком у дворани.

## Учесници
| Мушкарци: - Николас Вилис — 1.500 м - Томас Волш — Бацање кугле - Џеко Гил — Бацање кугле | Жене: - Елиза Макартни — Скок мотком - Валери Адамс — Бацање кугле |  |

## Освајачи медаља

### Злато (1)
- Томас Волш — Бацање кугле

### Бронза (2)
- Валери Адамс — Бацање кугле
- Николас Вилис — 1.500 м

## Резултати

### Мушкарци
| Атлетичар     | Дисциплина   | Лични рекорд    | Квалификације | Квалификације | Финале    | Финале | Детаљи |
| Атлетичар     | Дисциплина   | Лични рекорд    | Резултат      | Место         | Резултат  | Место  | Детаљи |
| ------------- | ------------ | --------------- | ------------- | ------------- | --------- | ------ | ------ |
| Николас Вилис | 1.500 м      | 3:35,80 НР      | 3:41,53       | 6. у гр. 2 кв | 3:44,37   |        |        |
| Томас Волш    | бацање кугле | 21,26 ОКР       |               |               | 21,78 СРС |        |        |
| Џеко Гил      | бацање кугле | 21,43 (6кг) СЈР | 19,93         | 9. / 19       |           |        |        |

### Жене
| Атлетичарка    | Дисциплина   | Лични рекорд | Квалификације | Квалификације | Финале                                   | Финале     | Детаљи |
| Атлетичарка    | Дисциплина   | Лични рекорд | Резултат      | Место         | Резултат                                 | Место      | Детаљи |
| -------------- | ------------ | ------------ | ------------- | ------------- | ---------------------------------------- | ---------- | ------ |
| Елиза Макартни | Скок мотком  | 4,80 ОКРо    |               |               | 4,70 НР                                  | 5 / 8 (10) |        |
| Валери Адамс   | бацање кугле | 20,98 ОКР    | 19,25         |               | Архивирано на веб-сајту (22. април 2016) |            |        |